# Стеван В. Поповић
Стеван В. Поповић – Чика Стева и Вацки (Бечеј, 22. септембар 1845 – Загреб, 6. фебруар 1918) био је српски културни прегалник у Аустроугарској и дугогодишњи управник будимпештанског Текелијанума.

## Биографија
Стеван В. Поповић је рођен 22. септембра 1845. године у имућној породици у Старом Бечеју. Отац му се звао Васа, а мајка Софија. Школовао се у Сремским Карловцима, где је захваљујући одличном успеху уживао „благодјејаније“ које је увео митрополит Стеван Стратимировић. Завршивши шест разреда Карловачке гимназије отишао је у Пешту где је завршио још два разреда гимназије, а потом је уписао права на пештанском Универзитету. Између 1861. и 1867. био је питомац Текелијанума, где је постао члан српског ђачког удружења "Преодница" и "Уједињене омладине српске“.
1862. године на прослави дана Светог Саве у Текелијануму се појавио и кнез Александар Карађорђевић који је тада у Пешти живео у изгнанству. Тога дана је свечану беседу одржао питомац Стеван В. Поповић која је била веома лепо прихваћена од стране присутних. То је био повод да га кнегиња Персида замоли да прихвати да подучава њену децу Арсена, Ђорђа и Петра Карађорђевића. Поповић је ову дужност обављао све до 1868. године. Кнез Александар је био задовољан радом Стевана В. Поповића о чему сведочи и „Сведочанство“ које је издао у Бечу 7. јануара 1870. године.
Након завршетка студија права постављен је за управника Српске будимске народне школе, а 1871. именован је за надзорника Бачко-будимске дијецезе.
Први је у српској књижевности који је за децу приредио збирку Венац песама (Пешта, 1872).
Основао је библиотеку Дечји свет.
Стеван Поповић познат и као Вацки био је посланик мађарског Парламента и хрватског Сабора. Од великог српског народњака и присталице Светозара Милетића завршио је политичку каријеру под окриљем мађарске владе. Два пута је био уредник новосадске "Заставе" (1870-1872. и 1874-1875). Као одговорни уредник тог напредног листа, због новинског чланка "Дакле фронт Мађарској реформи објављеног 3. фебруара 1871. године био је судски кажњен. Суд му је одредио 18. месеци затвора и 1.000 форинти глобе. Робијао је у злогласном аустроугарском затвору у Вацу и због тога је добио надимак Вацки. Пришао је касније мађарској влади и остао до смрти члан "Куеновог српског клуба". Био је краљевски саветник од 1899. године, потом је добио племство и предикат „Фрушкогорски“, а напослетку је 1909. постао дворски саветник. Последњи пут је изабран за саборског посланика Угарске 1910. године у Уздину. Као вешти политичар успевао је да усклади своју оданост према Аустроугарској монархији и да остане велики српски родољуб. Остао је у сећању као одличан и ватрени говорник који се борио за права Срба у Аустроугарској монархији.
Стеван В. Поповић је писао песме и приповетке за децу, а значајан је и у српској издавачкој и новинарској делатности. Такође је важан у састављању, уређивању и објављивању српских календара и антологија за српску децу у Аустроугарској.
Био је ожењен са Јустином Кукин из Збега надомак Сентандреје. Имао је троје деце: Љубицу, Перу и Лазу. Љубица и Пера су рано умрли, а Лаза је постигао лепу каријеру.
Године 1882. постаје управник Текелијанума. „Чика Стева“ како су га сви од милоште звали, остао је на овој дужности све до изненадне смрти која га је затекла 6. фебруара 1918. године. Умро је Поповић у месту Костанцу код Боденског језера. У старим данима своје имање је предао фрушкогорском манастиру Прибиној Глави, а за узврат примао "апанажу" од манастирских прихода.

## Листови
- Радован (1876, Нови Сад) - за децу
- Илустрована ратна кроника (1877, Нови Сад)
- Српске илустроване новине (1881—1882, Нови Сад)
- Њива - ратарски недељник
- Глас народа (часопис)

## Календари
- Орао, велики илустровани календар (1875—1904, Нови Сад)
- Царић, мали календар са сликама (1878—1894, Нови Сад)
- Пријатељ народни, календар са сликама (1915, Будимпешта)
- Орао .- Сећања на чика Стеву - види последње странице.

## Издавачка делатност
Педагошка издања
- Школа и живот (Пешта, 1868) - свеска
- Српска народна школа (Пешта, 1870, 1871, 1872) - лист

Збирке песама
- Венац песама (Пешта, 1872) - за децу
- Божићни дар (Нови Сад, 1872) - различите песме
- Велики српски декламатор (Нови Сад, 1879) - родољубиве песме
- Српски декламатор (Нови Сад, 1879) - родољубиве песме
- Мале гусле (Нови Сад, 1881) - мешовите песме

Пригодне збирке
- Полаженик (Нови Сад, 1886)
- Бадњак (Нови Сад, 1891)
- Божић (Панчево, 1876)

Мешовите збирке
- Слике и прилике (Пешта, 1872)
- Радованов дар (Нови Сад, 1876)
- Дани одмора (Нови Сад, 1878)
- Босиље (Нови Сад, 1880)
- Радован (Београд, 1883)

Антологије приповедака
- Дан и ноћ (Нови Сад, 1877)
- Невен цвеће (Будимпешта, 1877)
- Дечје радовање (Нови Сад, 1878)
- Мали свет (Нови Сад, 1882)